# Tatu-de-rabo-mole-grande
Tatu-de-rabo-mole-grande (Cabassous tatouay), também referido genericamente como cabaçu, cabuçu, tatuaíva e tatuxima, é uma espécie de tatu da família dos clamiforídeos (Chlamyphoridae). Ocorre no Uruguai, Argentina, Paraguai e Brasil.

## Etimologia
Seus nomes comuns advêm do tupi: tatu de tatú; cabaçu de kawa-wasú; cabuçu de kawusú; tatuaíva de tatu-aíwa; e tatuxima de tatu-wa-sýma.
A origem também pode ser a língua galibi, que possui o termo kapasi e capacou como significando tatu.

## Descrição
Maiores do que os tatus-de-rabo-mole-pequenos (Cabassous unicinctus) aos quais estão intimamente aparentados, os adultos maiores medem de 41 a 49 centímetros (16 a 19 polegadas) de comprimento da cabeça e do corpo, com uma cauda de 15 a 20 centímetros (5,9 a 7,9 polegadas) de comprimento. Existem oito ou nove dentes de formato uniforme em cada lado da mandíbula, sem incisivos ou caninos identificáveis. A carapaça inclui uma média de 13 faixas móveis entre os escudos sólidos sobre os ombros e quadris, com cada faixa tendo cerca de 30 escudos individuais. Há também um escudo em escala na superfície superior da cabeça, com escamas muito menores nas orelhas e nas bochechas abaixo dos olhos. A cauda apresenta apenas pequenas escamas isoladas.

## Distribuição e habitat
Os tatus-de-rabo-mole-grandes são encontrados no sul do Brasil, leste do Paraguai e Uruguai e extremo nordeste da Argentina. Habita florestas de várzea e submontanas, e também áreas relativamente abertas como o Cerrado e o Pantanal. Não há subespécies reconhecidas.

## Comportamento
Os tatus-de-cauda-nua se alimentam de formigas e cupins e dormem em tocas, geralmente cavadas em cupinzeiros. As tocas têm normalmente cerca de 20 a 25 centímetros (7,9 a 9,8 polegadas) de largura e são posicionadas de forma que suas entradas fiquem longe dos ventos predominantes.